# Superleague Formula
Superleague Formula var en internationell formelbilsserie som körde med bilar lackerade i fotbollsklubbars färger och klubbmärken.

## Serien
Serien startades till 2008 och bland de sexton första klubbarna att anmäla sig fanns AC Milan, Liverpool FC, AS Roma och Tottenham Hotspur. Man körde med stora motorer, som klarade av 300 kilometer i timmen rakt fram. År 2008 års bil sades vara ungefär som bilarna som körde i GP2 Series, med skillnaden att de var tyngre och mer kraftfulla. Mästerskapet lades ned efter bara två tävlingshelger under säsongen 2011.

## Säsonger
| Säsong | Vinnande klubb                        | Förare        |
| ------ | ------------------------------------- | ------------- |
| 2008   | Beijing Guoan (Zakspeed)              | Davide Rigon  |
| 2009   | Liverpool FC (Hitech Junior)          | Adrián Vallés |
| 2010   | R.S.C. Anderlecht (Azerti Motorsport) | Davide Rigon  |
| 2011   | Australia (Alan Docking Racing)       | John Martin   |